# Козармишлењ
Козармишлењ (мађ. Kozármisleny) је град у Мађарској, у јужном делу државе. Козармишлењ управно припада Печујском срезу Барањске жупаније, са седиштем у Печују.

## Природне одлике
Насеље Козармишлењ налази у јужном делу Мађарске. Најближи већи град је Печуј, чије је насеље и предграђе.
Подручје око насеља је јужно од Мечек планине, у заталасаном подручје западне Паноније. Надморска висина насеља је око 170 метара.

## Становништво
Према подацима из 2013. године Козармишлењ је имао 5.934 становника. Последњих година број становника расте.
Претежно становништво у насељу су Мађари римокатоличке вероисповести. Остало су махом Немци (3%).

### Попис1910.
| Кишкозар | Кишкозар |
| --- | --- |
| Језик | Вера |
| <div style="border:solid transparent;position:absolute;width:100px;line-height:0;<div style="border:solid transparent;position:absolute;width:100px;line-height:0; укупно: 1.036 Мађарски 637 (61,48%) Немачки 387 (37,35%) Хрватски 9 (0,86%) Српски 3 (0,28%) - (-%) | укупно: 1.036 Римокатол. 979 (94,49%) Калвинисти 24 (2,31%) Јевреји 20 (1,93%) Лутерани 7 (0,67%) Гркокатолици 3 (0,28%) Православци 3 (0,28%) |

| Мишлењ                                                                | Мишлењ                                                                     |
| --------------------------------------------------------------------- | -------------------------------------------------------------------------- |
| Језик                                                                 | Вера                                                                       |
| укупно: 406 Мађарски 377 (92,85%) Немачки 24 (5,91%) остали 5 (1,23%) | укупно: 406 Римокатол. 401 (98,76%) Калвинисти 3 (0,73%) Јевреји 2 (0,49%) |

## Историја
Насеље је у данашњем облику настало 1928. године, спајањем бивших насеља Кишкозар (мађ. Kiskozár) и Мишлењ (мађ. Misleny).